# Grégory Bourillon
Grégory Bourillon (Laval, Francia, 1 de julio de 1984) es un futbolista francés, se desempeña como defensa.

## Clubes
| Club                | País    | Año         | Partidos | Goles |
| Stade Rennes        | Francia | 2002 - 2007 | 114      | 0     |
| Paris Saint-Germain | Francia | 2007 - 2010 | 36       | 0     |
| FC Lorient          | Francia | 2010 - 2014 | 10       | 1     |
| Stade de Reims      | Francia | 2014 -2016  | 21       | 1     |
| Angers SCO          | Francia | 2016 - 2017 | 13       | 2     |
| LB Châteauroux      | Francia | 2017 - 2019 | 76       | 10    |